# Reneta Kamberova
Reneta Kamberova (bulgare : Ренета Камберова) est une gymnaste rythmique bulgare, née le 12 septembre 1990 à Pazardjik (Bulgarie).

## Biographie
Reneta Kamberova obtient la médaille de bronze olympique au concours des ensembles aux Jeux olympiques d'été de 2016 à Rio de Janeiro, avec ses coéquipières Lyubomira Kazanova, Mihaela Maevska-Velichkova, Tsvetelina Naydenova, Hristiana Todorova. Après une septième place lors des qualifications, l'ensemble obtient un total de 35,766 points battues par la Russie et l'Espagne.
Lors du concours des ensembles aux Jeux olympiques d'été de 2012 à Londres, la même équipe (sauf Kazanova) avait fini 6e.